# Rich Harney
Richard Owen „Rich“ Harney (* 7. Juni 1954; † 5. Januar 2020) war ein US-amerikanischer Jazzmusiker (Piano, Komposition, auch Gesang), der in der Jazzszene von Austin (Texas) aktiv war.

## Leben und Wirken
Harney arbeitete ab den frühen 1980er-Jahren in der Region Austin meist mit dem Saxophonisten Alex Coke (New Visions, 1981); 1986 entstand das gemeinsame Album The Worthy Constituents. Außerdem arbeitete er mit den Sängerinnen Maryann Price (Etched in Swing) und Leslie Hyland Rodgers (Just Smile, 2006). Des Weiteren trat er als Bandleader mit gastierenden Musikern wie Gene Ramey, Tony Campise, Carmen Bradford und Martin Banks auf. Mit der Sängerin Beth Ullman organisierte er die Konzertreihe Jazz at St. David’s. Im Bereich des Jazz war er laut Tom Lord zwischen 1981 und 2013 an 14 Aufnahmesessions beteiligt.

## Diskographische Hinweise
- Sessions (Aardvark, 1990–2011)
- Beth Ullman & Rich Harney: Aren't We The Lucky Ones (Soul Prayer, 1994), mit Tony Campise, Mitch Watkins, Spencer Starnes, A.D. Mannion James Fenner
- Rich Harney/Alex Coke: Soul Prayer  (Aardvark, 2005)
- Alex Coke/Suzi Stern/Rich Harney: A Child's Christmas in Wales (Aardvark, 2006)
- Solitaire (2012) solo
- Alex Coke: Worthy Constituents '13 (2013)